# Palladiusz (Gankiewicz)
Palladiusz, imię świeckie Pawieł Fiodorowicz Gankiewicz (ur. 5 sierpnia?/17 sierpnia 1823, zm. 1 stycznia?/13 stycznia 1893) – biskup Rosyjskiego Kościoła Prawosławnego.

## Życiorys
Był synem kapłana prawosławnego. Ukończył seminarium duchowne w Mohylewie w 1847, a następnie w 1851 Petersburską Akademię Duchowną. W 1852 obronił dysertację kandydacką. 27 września 1853 przyjął święcenia kapłańskie. Rok później uzyskał tytuł naukowy magistra nauk teologicznych. Od 1857 służył w soborze w Mohylewie, zaś od 1859 był inspektorem miejscowego seminarium duchownego.
16 sierpnia 1860 złożył wieczyste śluby mnisze, przyjmując imię Palladiusz. Natychmiast otrzymał godność igumena, zaś w 1862 został podniesiony do godności archimandryty. W roku następnym objął stanowisko rektora seminarium duchownego w Mohylewie oraz przełożonego Brackiego Monasteru w tym samym mieście.
22 sierpnia 1871 miała miejsce jego chirotonia na biskupa wyborskiego, wikariusza eparchii petersburskiej i ładoskiej. W 1873, nadal będąc biskupem pomocniczym tejże eparchii, został biskupem ładoskim. W 1876 objął katedrę tambowską i szacką. Następnie od 1885 do 1889 był arcybiskupem wołyńskim i żytomierskim. Odszedł w stan spoczynku na własną prośbę i do śmierci żył w Ławrze Poczajowskiej. Tam też został pochowany.